# Nexteer Automotive

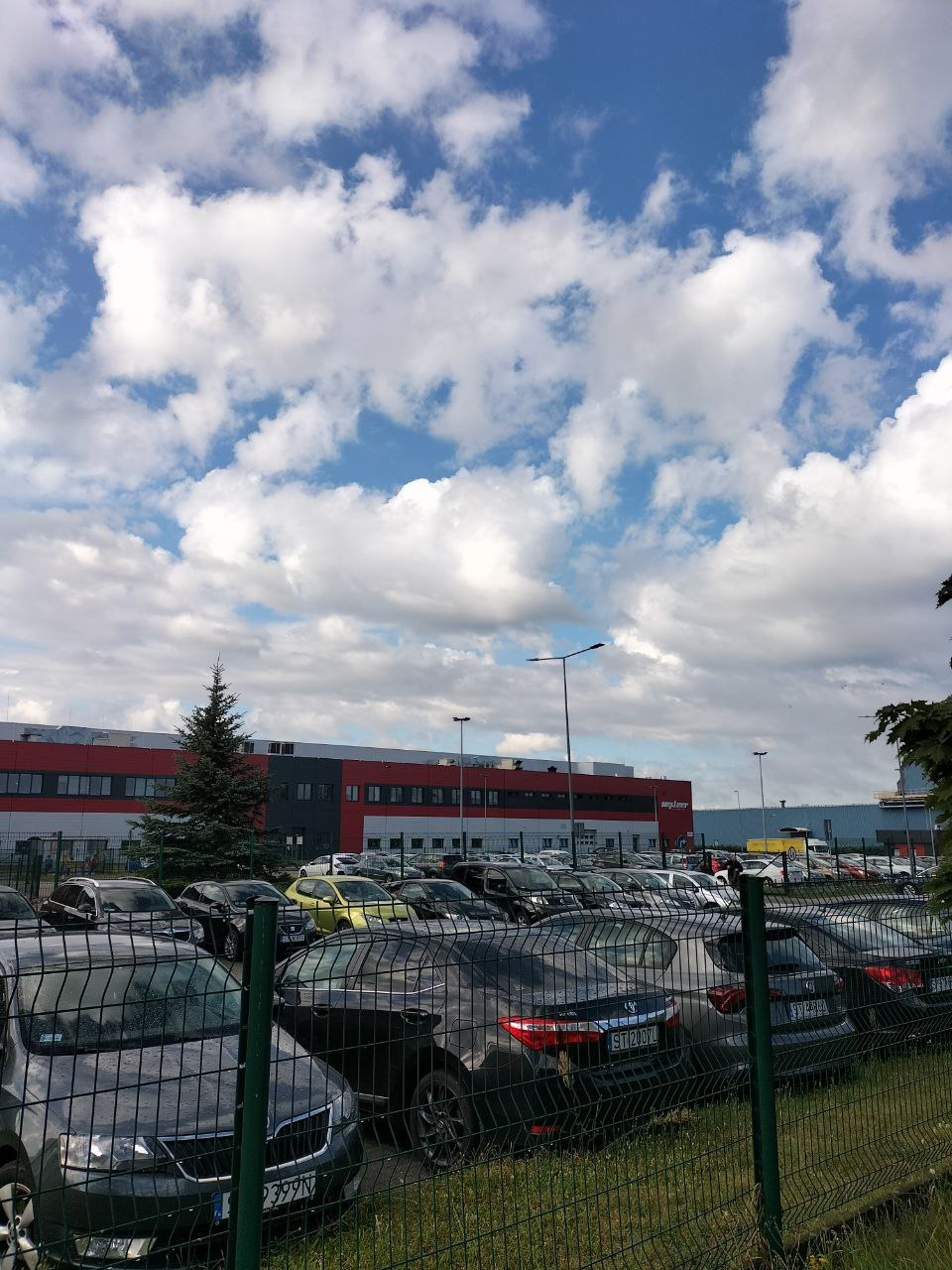

Nexteer Automotive  ist ein US-amerikanischer Automobilzulieferer mit Sitz in Auburn Hills, Michigan. Seit 2010 ist es vollständig im Besitz des chinesischen Unternehmens Pacific Century Motors und an der Hong Kong Stock Exchange gelistet.
Das Unternehmen entwickelt und produziert Lenkungs- und Antriebskomponenten für die Automobilindustrie. Mit über 13.000 Mitarbeitern und 28 Produktionswerken zählt es zu den 100 größten Automobilzulieferern weltweit und ist weltweit die Nummer vier im Bereich Lenkungen.

## Geschichte
Nexteer geht zurück auf das 1906 in Saginaw, Michigan, gegründete Unternehmen Jackson, Wilcox and Church. 1909 wurde das Unternehmen von der Buick Motor Company gekauft, und dann in dem Mutterkonzern General Motors eingegliedert.
1995 wurden die Geschäftsbereiche innerhalb des General-Motors-Konzerns in die Delphi Automotive Systems übertragen, die später von General Motors ausgegliedert wurden und als selbständiges Unternehmen agierten. 2009 kaufte General Motors die Umfänge wieder zurück und gründete das Unternehmen Nexteer. Im darauffolgenden Jahr 2010 wurde Nexteer dann an das chinesische Unternehmen Pacific Century Motors (PCM) veräußert. Seit 2013 ist das Unternehmen an der Börse in Hong Kong notiert.

## Standorte
Der Hauptsitz des Unternehmens ist seit 2015 in Auburn Hills, Michigan. Das Unternehmen betreibt weltweit 28 Produktionsstandorte in Amerika, Europa und Asien.
In Deutschland beschäftigt Nexteer ca. 50 Mitarbeiter (2016) an den Standorten Rüsselsheim und München.

## Produkte
Das Produktportfolio umfasst Lenksysteme und Komponenten. Dazu zählen insbesondere Aktive Lenksysteme, elektrische und hydraulische Lenkungen und Lenksäulen. Nexteer zählt zu den hundert größten Zulieferern der Automobilindustrie weltweit.

## Partnerschaften
2017 gründete Nexteer CNXMotion, ein Joint Venture mit dem Automobilzulieferer Continental im Bereich Lenk- / Bremssysteme. In dieser Kooperation sollen Systeme und Komponenten für das autonome Fahren gemeinsam entwickelt werden.
Im gleichen Jahr kündigte das Unternehmen eine strategische Partnerschaft mit dem US-amerikanischen Unternehmen WABCO an.